# Чеганска операция
Леринската операция, известна още и като Чеганската операция, е настъпателна операция на Първа армия през Първата световна война на Македонския фронт. Осъществява се между 17 и 27 август 1916 година.

## Замисъл на операцията
Неприятелската офанзива през август 1916 г. принуждава българското главно военно командване да избърза с окончателното вземане на подходящо решение с оглед оказването на противодействие на съглашенските войски по долината на река Вардар, а и за изтръгването на инициативата от тях на Солунския фронт въобще. Тъкмо поради тази причина Щабът на Действащата армия пристъпва към осъществяването на контранастъпление с двете крила на нашите войски в Македония. Предвид развиващите се събития на Солунския фронт, той най-после е подкрепен и от Щаба на армейската група „Макензен", който в разгара на съглашенската офанзива (на 14 август 1916 г.) отдава очакваната от българското командване директива.
Към момента на получаването на документа срещу съюзените българско-германски сили пред фронта на 1-ва армия е съсредоточен личният състав на повече от четири сръбски дивизии. Между градовете Корча и Лерин са разположени около 2000 души, които обаче вече се пренасочват към Лерин. Намиращите се оттук до Острово (предимно по линията Малка Нидже – Чеганска планина – Метерис тепе) две сръбски дивизии все още не са изградили своите позиции. По едно сръбско съединение е разположено в долината на река Мъгленица и в околностите на град Воден, но те се намират пред фронта на 11-а германска армия.
Рано следобед на 14 август 1916 г. директивата, с която се нарежда да започне „настъпление в Югозападна Македония" през „нощта на 16 срещу 17 т.г." е получена в щаба на 1-ва българска армия. Все според съдържанието на документа се предвижда в хода на предстоящата настъпателна операция изненадващо да се заеме дефилето между Островското езеро и Метерис тепе, да се овладее и пресече пътят, водещ от Корча за Костурското езеро, както и пътят град Лерин – село Чеган, където да се съсредоточат значителни български сили. След достигането на заповяданата линия, армията трябвало да има готовност за настъпление срещу левия фланг на намиращите се в долината на Вардар главни съглашенски сили. В директивата са уточнени конкретните задачи на всички съединения; предвидено е действието и на едно авиационно отделение, което получава особени инструкции.
Непосредствено преди началото на замисляната операция, съединенията на 1-ва армия заемат полосата от Охридското езеро до връх Мала Рупа в Кожух планина.
Нейната Осма пехотна тунджанска дивизия заема участъка от Охридското езеро до хребета Старков гроб по фронта междината от Охрид, до Преспанското езеро – Лажец – Меджитлия – Кенали – Брод, Старков гроб. Оттук до връх Мала Рупа (по фронта Старков гроб – връх Каймакчалан – хребета Добро поле – връх Ветреник – връх Козяк – връх Мала Рупа) е разположена 3-та пехотна Балканска дивизия. Освен двете съединения в резерв на обединението са 15-и пехотен Ломски полк, части от 3-та пехотна визия и две германски дружини, разположени северно от град Битоля.
По този начин съединенията на 1-ва българска армия са разположени кордонно, при това в планинска местност, на един твърде разтегнат фронт с дължина около 130 – 150 километра, което силно затруднява подготовката и осъществяването на неочакван удар в предстоящата операция по противниковите войски по точно определено направление.
Още на следващия ден – 15 август, командващият 1-ва армия генерал-лейтенант Климент Бояджиев отдава оперативна заповед, с която уточнява подробностите по предстоящата Леринска операция. Целта е твърде общо поставена и е формулирана по следния начин; „Първа армия... да настъпи, разбие сърбите и заеме линията западния бряг на Островското езеро – Жерви – Горно Родиво – Струпино – Сборско, на която да се затвърди".
Изключително краткото време до началото на настъплението обаче не дава възможност да бъде извършена някаква особена подготовка за операцията. Това донякъде се предопределя и от липсата на подходяща пътна мрежа в близост до фронтовата линия, както и от отдалечеността на железопътната линия, преминаваща по долината на Вардар, което не позволява осъществяването на своевременен подвоз, прегрупиране и съсредоточаване на войските непосредствено преди настъплението. Макар че в заповедта е поставена целта на предстоящата операция, не е посочено къде ще бъде нанесен решителният удар срещу противника (например Мъгленската котловина или западно от Островското езеро), което предопределя и липсата на такъв по време на операцията.
Според съдържанието на заповедта 2-ра бригада от 8-а пехотна Тунджанска дивизия (23-ти пехотен Шипченски полк, две и половина планински батареи и два ескадрона, т.е. общо 4 дружини, две и половина планински батареи и 2 ескадрона) получава задача да настъпи под командването на полковник Иван Пашинов и да достигне линията връх Вич – село Брезница – град Билища, след което да осигури десния фланг на армията.
На 8-а пехотна Тунджанска дивизия в състав 1-ва и 3-та бригада, 3-та бригада от 6-а пехотна Бдинска дивизия, 11-и пехотен Сливенски и 12-и пехотен Балкански полк. 3-та конна бригада, 3-ти ескадрон от 5-и германски хусарски полк и 8-а пионерна дружина, както и някои други български и германски подразделения (общо 28 пехотни дружини, 31 батареи и 8 ескадрона) се възлага да настъпи под командването на генерал-майор Тодор Митов към линията град Суровичево – село Чеган – село Горно Родиво. Целта е да се разбият противниковите сили, намиращи се западно от Островското езеро, да се отреже пътят им за отстъпление и едновременно с това да се поеме охраната на юг по хребета Мала река. 3-та пехотна Балканска дивизия (в това число нейните 2-ра и 3-та бригада, 24-ти пехотен Черноморски и 58-и пехотен полк, артилерийски и картечни подразделения, включително и германски) в общ състав 21 дружини, 13 батареи и един ескадрон, командвани от генерал-майор Никола Рибаров, получава задачата да настъпи към линията Горно Родиво – Струпино – Сборско – Нъте, с цел да осъществи демонстративни действия към долината Мъглен, да прикове намиращия се пред съединението противник, след което да подготви пътища, по които да се спусне артилерията в долината. Предвижда се и настъплението на една бригада от дивизията към южните разклонения на Нидже планина (около село Пожарско) за подпомагане атаката на 8-а пехотна Тунджанска дивизия.
В резерв на генерал-лейтенант Климент Бояджиев е предвидено да останат всичко б дружини и 4 батареи (15-и пехотен Ломски полк, две полски нескорострелни батареи, две пехотни германски дружини и две тежки германски батареи), на които е наредено да се предислоцират в село Баница, Леринско.
По такъв начин при едно съпоставяне силите на двете воюващи страни в полосата от Охридското езеро до Нидже планина ясно се вижда, че предвиденият от командващия 1-ва армия резерв е твърде недостатъчен.

## Ход на военните действия
Независимо от това, а и поради липсата на време за подготовката на предстоящата Леринска операция, се пристъпва незабавно към съсредоточаването на силите, и през нощта на 16 срещу 17 август 1916 г. 1-ва армия преминава в настъпление. Още на 17 август, командваната от полковник Иван Пашинов, 2-ра бригада от 8-а пехотна Тунджанска дивизия (дясната колона на обединението) се спуска на юг в междината между Охридското и Преспанското езеро и след кратък бой с едно сръбско подразделение късно след обед заема село Звезда. Без никаква съпротива тя продължава настъплението си на югоизток и достига на 19 август с, Руля, а на 20 – линията село Тръстеник – вис. Бук – кота 1120 – кота 1145, на която се спира и до 25 август осигурява охраната на десния фланг на армията.

## Боевете през първите дни
Изпълнявайки възложените му задачи, през нощта на 16 срещу 17 август в няколко колони настъпва и командваното от генерал-майор Тодор Митов съединение (средната колона на 1-ва армия). Към 16:30 ч. същия ден, след като прогонват с бой сръбското подразделение при село Горно Клещино и от още няколко последователни позиции, бойците от 30-и пехотен Шейновски полк успяват да овладеят град Лерин. Още през първия ден от своето настъпление и 3-та конна бригада успешно напредва по шосето село Негочани – село Долно Каленик, където благодарение на осъществената изненада преодолява леко съпротивата на квартируващата в селището сръбска рота и почти напълно я унищожава. По такъв начин към края на първия ден от началото на Леринската операция 1-ва бригада от 8-а пехотна Тунджанска дивизия достига линията височина Чечева – Лерин – село Арменово, а 3-та конна бригада и 3-та бригада от б-а пехотна Бдинска дивизия до линията село Попължани – село Върбени.
Настъплението на 8-а пехотна Тунджанска дивизия продължава и през следващите дни. На 18 август основните сили на настъпващите части достигат до подножието на планината Малка Нидже. Само ден по-късно – 19 август, след ожесточени боеве и яростни контраатаки от страна на противника и след като овладява прохода Кирли дервент и няколко височини, съединението достига в непосредствена близост (на 500 – 1000 м) от сръбската укрепена линия, оборудвана по билото на планината. Тук, според придобитите разузнавателни сведения, са заели позиция сръбските Дринска, Вардарска и Дунавска дивизия.
Боевете продължават с нестихваща сила и през следващите дни. Кавалерийската бригада (включена в състава на съединението) настъпва на югоизток и последователно заема селата Горно Върбени, Суровичево и Пътеле, за да достигне към 25 август след водените при Суровичево, село Елевиш и при Биралци боеве, до линията Вич – село Горно Върбени – Нов град.
В продължение на четири дни (от 20 до 24 август 1916 г.) една колона на дивизията (10-и пехотен Родопски и 30-и пехотен Шейновски полк), действаща под командването на полковник Владимир Серафимов на десния ѝ фланг настъпва, атакува противника по фронт и фланг и заема гребена на планината Малка Нидже, след което продължава настъплението си на североизток по посока на село Чеган. Достигайки на 23 август силно укрепените неприятелски позиции от двете страни на пътя село Пътеле – Острово (по западния бряг на Островското езеро), родопци и шейновци успяват след тежки двудневни боеве до овладеят двата от трите реда окопи на укрепената линия.
Въпреки че в своите неколкодневни настъпателни действия колоната е дейно подпомагана от войските от левия фланг на 8-а пехотна дивизия, те не успяват особено да напреднат. Частите на левия фланг се придвижват бавно поради силно пресечената местност, но главно поради постоянния кръстосан неприятелски огън, на който са подложени. Все пак на 22 август сутринта 12-и пехотен Балкански полк успява да овладее най-голямата височина по билото на планината Малка Нидже, като пленява и две неприятелски картечници. 11-и, 51-ви и 56-и пехотен полк достигат само на 100 – 150 крачки от неприятелските окопи, разположени по югоизточните склонове на кота 1500 и Метерис тепе, но поради силния флангов артилерийски огън са принудени да се окопаят на достигнатите позиции. Боевете продължават и през следващите дни, като противникът неколкократно контраатакува.

## Боевете на 24 август
Особено ожесточени са боевете на 24 август 1916 г. През този ден родопци и шейновци атакуват противниковите позиции югозападно от манастира „Свети Спиридон“ на западния бряг на Островското езеро. Посрещнати от масирания фронтален огън на неприятелската артилерия, воден от източния бряг на езерото, настъпващите понасят чувствителни загуби, поради което спират временно опитите си за овладяване на противниковите позиции. Независимо от това, на 25 август 51-ви и 52-ри пехотен полк достигат линията село Жерви – село Чеган, а 12-и пехотен Балкански полк, усилен с три полски батареи – височините югоизточно от кота 1500. Тъй като се оказва, че осъществяването на пробив в силно укрепените сръбски позиции е невъзможно без предварителна подготовка и прегрупиране на силите, на 27 август Щабът на Действащата армия разпорежда да се спрат по-нататъшните атаки и се укрепи достигнатата вече линия.
Само за периода 17 – 22 август 1916 г. 8-а пехотна Тунджанска дивизия съумява да плени 7 неприятелски офицери и около 200 войници, а също и голямо число ранени. Взето е и огромно количество трофейно оръжие – 5 скорострелни оръдия, 9 зарядни ракли, 4 картечници, една минохвъргачка, огромно количество пушки, 15 вагона, 3 камиона, една хелиографска станция, над 50 коня и други.
Едновременно с настъплението на 8-а пехотна Тунджанска дивизия, на 17 август започват и бойните действия на 3-та пехотна Балканска дивизия (лявата колона на обединението) срещу частите на сръбските Моравска, Тимошка и Шумадийска дивизия. Веднага след получаването на заповедта за настъпление съединението настъпва в две колони към селата Пожарско и Бахово, разположени в източните склонове на Нидже планина. Завързва се ожесточен бой с разположените тук части от Шумадийската дивизия. През деня се водят изключително тежки боеве и за връх Голащ и Пожарски рид в Нидже планина. Бойците от 19-и пехотен Ямболски полк успяват да овладеят атакуваните обекти, но поради огромния брой на дадените жертви (188 убити, 476 ранени и 39 безследно изчезнали) не съумяват да ги задържат и след последвалата противникова контраатака са принудени да ги отстъпят. През същия ден една неприятелска въздушна ескадрила в състав от 9 самолета бомбардира и Битоля (където се намират части от 3-та бригада на дивизията), но без да постигне особен успех.
През следващите дни до 21 август 1916 г. по целия си фронт съединението предприема енергични демонстративни действия. На 22 август с цената на многобройни жертви противникът неколкократно контраатакува, като се опитва да овладее предните постове (охранения) на българския 32-ри пехотен Загорски полк на височините Ковил и Кукуруз. Получил подкрепления, на следния ден (23 август) неприятелят подновява контраатаките си с нова сила. Освен към двата обекта, противникът прави опит за безуспешно настъпление и към вис. Преспал, като едновременно с това обстрелва селата Тушин и Нъте.
Общо в продължение на двата дни (22 и 23 август 1916 г. частите от Шумадийската дивизия провеждат 18 атаки, но без да се доберат до желания от тях успех и с цената на огромни загуби. Все пак благодарение на активната си настъпателна дейност и въпреки неуспехите си през двата дни, противникът успява да прикове силите на българската 3-та пехотна дивизия на нейните позиции, като по този начин облекчава усилията на двете сръбски дивизии Дунавската и Дринската, действащи срещу частите на 8-а пехотна Тунджанска дивизия.
Както размахът на всяка операция, така и този на Леринската е до голяма степен мерило за нейната ефективност. По време на Леринската настъпателна операция в продължение на 11 бойни дни (от 17 до 27 август 1916 г.) съединенията и частите на 1-ва българска армия успяват да достигнат максимална дълбочина 25 км, т.е. средният денонощен темп на настъпление е около 2,3 км. На практика обаче тази дълбочина е достигната още през първите дни на операцията; до края ѝ понататъшно настъпление не се осъществява поради водените упорити боеве на източния фронт на 1-ва българска армия.
Широчината на фронта, по който се води настъплението, е около 130 – 150 км, а плътността – около 45 км на дивизия, 1 оръдие и 1,1 картечници на километър фронт.

## Последици от битката
По време на операцията 1-ва българска армия овладява град Лерин, както и сравнително големите селища Билища, Арменово, Екши Су, Баница и други, а в резултат на настъплението е заета площ от около 2500 кв. км, заемана до този момент от съглашенци. В резултат на водените боеве до началото на операцията (17 август), до 25 август 1916 г. са дадени като жертви 32 офицери и 1047 войници убити, а други 66 офицери и 4333 войници са ранени.
Новост за нашата армия при провеждането на операцията е, че въздушните сили са използвани освен за разузнаване (рекогносцировка) и за нанасяне бомбени удари на противника, и за борба с неговата авиация, както и за коригиране огъня на артилерията. От своя страна подразделенията от инженерния резерв за първи път по време на операцията участват в построяването на въжена дековилна линия, с помощта на която затрудненията по снабдяването с боеприпаси, породени от лошата пътна мрежа са до голяма степен преодолени.
Независимо от всичко казано обаче целта на операцията не е напълно изпълнена, а армията не успява да реализира поставените ѝ задачи. Причините за това са много. Още при планирането на операцията например, не е посочено направлението на главния удар, който да бъде нанесен от нашите войски. Почти не е отчетено и обстоятелството, че планинско-гористият характер на местността предполага планирането на обходни и обхватни действия, каквито на практика на левия фланг не се осъществяват. Нещо повече, при настъплението десният фланг на нашите войски е раздробен на няколко колони, между които липсва не само връзка, но и координиране на действията. Постигнатият в хода на настъплението успех не се доразвива, в резултат на което противникът получава възможност да маневрира със своите резерви и да ги пренасочва към най-застрашените участъци.
За разлика от десния фланг, поради численото превъзходство на противниковата артилерия, левият фланг на 1-ва армия не успява да задържи овладените обекти, а фактически и да напредне. Разбира се причина за това е не само предимно демонстративният характер на водените от българските войски действия, но и непрестанните контраатаки на все новите и нови съглашенски войски, въвеждани в боя, както и невъзможността нашите бойци да се окопаят в скалистата почва на откритата местност.